# Sipanea setacea
Sipanea setacea är en måreväxtart som beskrevs av Julian Alfred Steyermark. Sipanea setacea ingår i släktet Sipanea och familjen måreväxter. Inga underarter finns listade i Catalogue of Life.